# Campeonato Europeo Sub-16 de la UEFA 1988
El Campeonato Europeo Sub-16 de la UEFA 1988 se jugó en España del 11 al 21 de mayo y contó con la participación de 16 selecciones infantiles de Europa provenientes de una fase eliminatoria.
El anfitrión España venció en la final a Portugal para conseguir su segundo título de la categoría.

## Participantes
| - Austria - Bélgica - Alemania Democrática - Finlandia | - Francia - Hungría - Irlanda - Noruega | - Portugal - Rumania - España - Suecia | - Suiza - Turquía - Alemania Federal - Yugoslavia |

## Fase de grupos

### Grupo A
| País             | J | G | E | P | GF | GC | GD | Pts |
| ---------------- | - | - | - | - | -- | -- | -- | --- |
| Alemania Federal | 3 | 2 | 1 | 0 | 6  | 2  | +4 | 5   |
| Noruega          | 3 | 1 | 1 | 1 | 3  | 2  | +1 | 3   |
| Finlandia        | 3 | 1 | 0 | 2 | 2  | 4  | -2 | 2   |
| Austria          | 3 | 1 | 0 | 2 | 1  | 4  | -3 | 2   |

| Equipo 1         | Resultado | Equipo 2         |
| ---------------- | --------- | ---------------- |
| Finlandia        | 1-0       | Austria          |
| Alemania Federal | 1-1       | Noruega          |
| Noruega          | 2-0       | Finlandia        |
| Austria          | 0-3       | Alemania Federal |
| Alemania Federal | 2-1       | Finlandia        |
| Noruega          | 0-1       | Austria          |

### Grupo B
| País                 | J | G | E | P | GF | GC | GD | Pts |
| -------------------- | - | - | - | - | -- | -- | -- | --- |
| Alemania Democrática | 3 | 1 | 2 | 0 | 3  | 2  | +1 | 4   |
| Suecia               | 3 | 1 | 2 | 0 | 3  | 2  | +1 | 4   |
| Rumania              | 3 | 0 | 3 | 0 | 3  | 3  | 0  | 3   |
| Yugoslavia           | 3 | 0 | 1 | 2 | 1  | 3  | -2 | 1   |

| Equipo 1             | Resultado   | Equipo 2             |
| -------------------- | ----------- | -------------------- |
| Rumania              | 1-1         | Alemania Democrática |
| Suecia               | 1-0         | Yugoslavia           |
| Rumania              | 1-1         | Suecia               |
| Alemania Democrática | 1-0         | Yugoslavia           |
| Yugoslavia           | 1-1         | Rumania              |
| Alemania Democrática | 1-1 (5-4 p) | Suecia               |

### Grupo C
| País    | J | G | E | P | GF | GC | GD | Pts |
| ------- | - | - | - | - | -- | -- | -- | --- |
| España  | 3 | 2 | 1 | 0 | 5  | 2  | +3 | 5   |
| Hungría | 3 | 1 | 2 | 0 | 2  | 1  | +1 | 4   |
| Francia | 3 | 1 | 1 | 1 | 2  | 2  | 0  | 3   |
| Turquía | 3 | 0 | 0 | 3 | 2  | 6  | -4 | 0   |

| Equipo 1 | Resultado | Equipo 2 |
| -------- | --------- | -------- |
| Hungría  | 0-0       | España   |
| Turquía  | 0-1       | Francia  |
| Hungría  | 1-0       | Turquía  |
| España   | 1-0       | Francia  |
| Francia  | 1-1       | Hungría  |
| España   | 4-2       | Turquía  |

### Grupo D
| País     | J | G | E | P | GF | GC | GD | Pts |
| -------- | - | - | - | - | -- | -- | -- | --- |
| Portugal | 3 | 2 | 1 | 0 | 2  | 0  | +2 | 5   |
| Irlanda  | 3 | 1 | 2 | 0 | 3  | 2  | +1 | 4   |
| Bélgica  | 3 | 1 | 0 | 2 | 2  | 3  | -1 | 2   |
| Suiza    | 3 | 0 | 1 | 2 | 3  | 5  | -2 | 1   |

| Equipo 1 | Resultado | Equipo 2 |
| -------- | --------- | -------- |
| Irlanda  | 0-0       | Portugal |
| Suiza    | 1-2       | Bélgica  |
| Irlanda  | 2-2       | Suiza    |
| Portugal | 1-0       | Bélgica  |
| Bélgica  | 0-1       | Irlanda  |
| Suiza    | 0-1       | Portugal |

## Fase final
|  | Semifinales           | Semifinales           |   |                    | Final                         | Final |  |
|  |                       |                       |   |                    |                               |       |  |
|  |                       |                       |   |                    |                               |       |  |
|  | Getafe, 18 de mayo    |                       |   |                    |                               |       |  |
|  | Alemania Democrática  | 0                     |   |                    |                               |       |  |
|  | España                | 3                     |   |                    |                               |       |  |
|  |                       |                       |   |                    |                               |       |  |
|  |                       |                       |   |                    | Madrid, 21 de mayo            |       |  |
|  |                       |                       |   |                    | España (DP 4-2)               | 0     |  |
|  |                       | Portugal              | 0 |                    |                               |       |  |
|  |                       |                       |   |                    |                               |       |  |
|  |                       |                       |   |                    |                               |       |  |
|  |                       |                       |   |                    | Tercer lugar                  |       |  |
|  | Valdemoro, 18 de mayo | Valdemoro, 18 de mayo |   | Madrid, 21 de mayo | Madrid, 21 de mayo            |       |  |
|  | Alemania Federal      | 0                     |   | Alemania Federal   | 0                             |       |  |
|  | Portugal              | 4                     |   |                    | Alemania Democrática (DP 4-5) | 0     |  |

## Campeón
| Eurocopa Sub-16 1988 |
| -------------------- |
| Bandera de España    |
| España 2º Título     |